# Миссия невыполнима (сезон 2)
Второй сезон оригинального «Миссия невыполнима» изначально выходил в эфир по воскресеньям в 10:00—11:00 вечера на CBS с 10 сентября 1967 года по 17 марта 1968 года.

## В ролях
| Персонаж                | Актёр         | Основной   | Периодический |
| ----------------------- | ------------- | ---------- | ------------- |
| Джим Фелпс              | Питер Грейвс  | Весь сезон |               |
| Роллин Хэнд             | Мартин Ландау | Весь сезон |               |
| Киннамон Картер         | Барбара Бэйн  | Весь сезон |               |
| Бернард «Барни» Кольер  | Грег Моррис   | Весь сезон |               |
| Вильям «Вилли» Армитадж | Питер Люпус   | Весь сезон |               |

## Серии
| №  | #  | Название                                 | Режиссёр          | Сценарист                                                                 | Дата выхода в эфир | Prod. No. |
| -- | -- | ---------------------------------------- | ----------------- | ------------------------------------------------------------------------- | ------------------ | --------- |
| 29 | 1  | «Вдова» «The Widow»                      | Ли Х. Кэтзин      | Барни Слейтер                                                             | 10 сентября 1967   | 33        |
| 30 | 2  | «Поход» «Trek»                           | Леонард Дж. Хорн  | Лоренс Хит                                                                | 17 сентября 1967   | 29        |
| 31 | 3  | «Выжившие» «The Survivors»               | Пол Стэнли        | Вильям Рид Вудфилд Аллан Балтер                                           | 24 сентября 1967   | 28        |
| 32 | 4  | «Банк» «The Bank»                        | Альф Кджеллин     | Брэд Радниц                                                               | 1 октября 1967     | 30        |
| 33 | 5  | «Раб. Часть 1» «The Slave: Part 1»       | Ли Х. Кэтзин      | Вильям Рид Вудфилд Аллан Балтер                                           | 8 октября 1967     | 32A       |
| 34 | 6  | «Раб. Часть 2» «The Slave: Part 2»       | Ли Х. Кэтзин      | Вильям Рид Вудфилд Аллан Балтер                                           | 15 октября 1967    | 32B       |
| 35 | 7  | «Операция „Сердце“» «Operation Heart»    | Леонард Дж. Хорн  | Джон О’Ди Артур Роу                                                       | 22 октября 1967    | 31        |
| 36 | 8  | «Машина денег» «The Money Machine»       | Пол Стэнли        | Ричард М. Сэкэл                                                           | 29 октября 1967    | 34        |
| 37 | 9  | «Печать» «The Seal»                      | Александер Сингер | Вильям Рид Вудфилд Аллан Балтер                                           | 5 ноября 1967      | 35        |
| 38 | 10 | «Благотворительность» «Charity»          | Марк Дэниелс      | Барни Слейтер                                                             | 12 ноября 1967     | 36        |
| 39 | 11 | «Совет. Часть 1» «The Council: Part 1»   | Пол Стэнли        | Вильям Рид Вудфилд Аллан Балтер                                           | 19 ноября 1967     | 37A       |
| 40 | 12 | «Совет. Часть 2» «The Council: Part 2»   | Пол Стэнли        | Вильям Рид Вудфилд Аллан Балтер                                           | 26 ноября 1967     | 37B       |
| 41 | 13 | «Астролог» «The Astrologer»              | Ли Х. Кэтзин      | Джеймс Ф. Гриффит                                                         | 3 декабря 1967     | 39        |
| 42 | 14 | «Эхо вчерашнего дня» «Echo of Yesterday» | Леонард Дж. Хорн  | Манн Рубин                                                                | 10 декабря 1967    | 38        |
| 43 | 15 | «Фотограф» «The Photographer»            | Ли Х. Кэтзин      | Вильям Рид Вудфилд Аллан Балтер                                           | 17 декабря 1967    | 40        |
| 44 | 16 | «Шпион» «The Spy»                        | Пол Стэнли        | Барни Слейтер                                                             | 7 января 1968      | 41        |
| 45 | 17 | «Игра в шахматы» «A Game of Chess»       | Альф Кджеллин     | Ричард М. Сэкэл                                                           | 14 января 1968     | 42        |
| 46 | 18 | «Изумруд» «The Emerald»                  | Майкл О’Хёлай     | Вильям Рид Вудфилд Аллан Балтер                                           | 21 января 1968     | 43        |
| 47 | 19 | «Осуждённый» «The Condemned»             | Альф Кджеллин     | Лоренс Хит                                                                | 28 января 1968     | 44        |
| 48 | 20 | «Фальшивомонетчик» «The Counterfeiter»   | Ли Х. Кэтзин      | Вильям Рид Вудфилд Аллан Балтер                                           | 4 февраля 1968     | 45        |
| 49 | 21 | «Городок» «The Town»                     | Майкл О’Хёлай     | Сай Сальковиц                                                             | 18 февраля 1968    | 46        |
| 50 | 22 | «Убийство» «The Killing»                 | Ли Х. Кэтзин      | Вильям Рид Вудфилд Аллан Балтер                                           | 28 февраля 1968    | 47        |
| 51 | 23 | «Феникс» «The Phoenix»                   | Роберт Тоттен     | Телеспектакль: Джон Д. Ф. Блэк Рассказ: Эдвард ДеБлазио и Джон Д. Ф. Блэк | 3 марта 1968       | 48        |
| 52 | 24 | «Суд ярости» «Trial by Fury»             | Леонард Дж. Хорн  | Сай Сальковиц                                                             | 10 марта 1968      | 49        |
| 53 | 25 | «Восстановление» «Recovery»              | Роберт Тоттен     | Вильям Рид Вудфилд Аллан Балтер                                           | 17 марта 1968      | 50        |